# Kostas Frantzeskos
Konstantinos "Kostas" Frantzeskos, född 4 januari 1969 i Aten, är en grekisk före detta fotbollsspelare.

## Karriär

### Klubblag
Kostas Frantzeskos startade sin karriär i Panathinaikos och under sin första säsong gjorde han 22 matcher i ligan när klubben vann både Superligan och cupen. Under sina fyra säsonger för Panathinaikos så spelade han 98 ligamatcher och vann Superligan en gång samt cupen tre gånger. Därefter gick Frantzeskos till OFI Kreta där han gjorde 72 matcher och 31 mål under tre säsonger.
1997 lämnade han OFI för att skriva på för PAOK. Där blev han ihågkommen för sina många mål, bland annat ett avgörande mot Arsenal i UEFA-cupen 1997/98. Han gjorde över 100 matcher och 45 mål för PAOK i ligan, samt 12 matcher och 6 mål i UEFA-cupen.
Frantzeskos lämnade PAOK 2000 för Kalamata. Han kunde dock inte rädda kvar klubben i högstadivisionen och skrev efter säsongen på för Ionikos. Han gjorde bara tolv matcher och valde efter säsongen att gå till cypriotiska AEK Larnaca. 2003 gjorde Frantzeskos en halv säsong i Aris, innan han avslutade karriären i Proodeftiki.

### Landslag
Kostas Frantzeskos debuterade för Greklands landslag i en vänskapsmatch mot Cypern 1992. Han gjorde sin sista landskamp 2000 och spelade totalt 38 matcher och gjorde sju mål.

## Frisparkar
Frantzeskos var en frisparksspecialist och har rekord för flest gjorda mål på frisparkar i Grekland. Han är också den enda greken som har gjort ett hat trick i frisparkar, när PAOK spelade mot Kastoria 1997. Förvånande nog, var Frantzeskos väldigt dålig på straffar, vilket ledde till hans klassiska citat: "Nästa gång vi får en straff och dom vill att jag ska slå den, så kommer jag be om en mur".

## Meriter
Panathinaikos
- Grekiska Superligan: 1991
- Grekiska cupen: 1991, 1993, 1994